# Елена Вердуго
Елена Енджела Вердуго (англ. Elena Angela Verdugo; нар. 20 квітня 1925, Пасо-Роблес, Каліфорнія — пом. 30 травня 2017, Лос-Анджелес, Каліфорнія) — американська акторка кіно та телебачення, найбільш відома своєю роллю у телесеріалі «Доктор Маркус Велбі», яка подарувала їй дві номінації на премію «Еммі».

## Біографія
Вердуго народилася у Голлівуді, штат Каліфорнія. Акторську кар'єру Вердуго розпочала у 1931 році, знявшись у фільмі «Кавалер із Заходу», але активно зніматися акторка стала тільки з 1940-х років. У 1946 році, на зйомках картини «Маленький гігант», Олена Вердуго знайомиться зі сценаристом Чарльзом Маріоном, який потім став її чоловіком. Подружжя прожило разом більше ніж 50 років, доки у 1999 році Маріон не помер від гострого інфаркту міокарда. Потім другим чоловіком Олени став Чарльз Розуел.
У 1949 році акторка отримала головну роль у фільмі «Велике сомбреро», режисера Френка Макдональда. На телебаченні найбільшу популярність Вердуго отримала за головну роль в ситуаційній комедії «Зустріч із Міллі». Далі Олена Вердуга знялася в епізодах таких телесеріалів, як «Боб і чудовий ріелтор» (1958), «Редіго» (1963) й «Ваше перше враження» (1963). 
З лютого по червень 1964 року акторка була задіяна у ситуаційній комедії CBS «Нове шоу Філа Сільверса». Пізніше Вердуго брала участь в таких теле- й радіопостановках, як «Вітаю», «Тато знає краще», «Загублені у космосі» і «Джонні Рінго».
Олені Вердуго належить зірка на Голлівудській «Алеї слави», яку вона отримала за внесок у розвиток телебачення.

## Вибрана фільмографія
| Рік       |   | Українська назва       | Оригінальна назва      | Роль                    |
| --------- | - | ---------------------- | ---------------------- | ----------------------- |
| 1940      | ф | Навіть по-аргентинськи | Down Argentine Way     | аргентинська танцівниця |
| 1941      | ф | Кров та пісок          | Blood and Sand         | танцівниця              |
| 1941      | ф | Непіддатлива Канарка   | The Hard-Boiled Canary | дівчина                 |
| 1941      | ф | Белль Старр            | Belle Starr            | молода дівчина          |
| 1969—1976 | с | Доктор Маркус Велбі    | Marcus Welby, M.D.     | Консуело Лопес          |